# Musée civique de la Villa Colloredo-Mels
Le Musée civique Villa Colloredo Mels est situé via Gregorio XII dans le quartier d'Osimo-Castelnuovo de la ville de Recanati, en province de Macerata dans la région italienne des Marches.

## La villa
La villa, qui appartenait aux comtes Colloredo-Mels, famille noble frioulane, avec sa disposition médiévale d'origine, a été rénovée au XVIe siècle, jusqu'à ce qu'elle obtienne son aspect néoclassique actuel.

## Le musée
En 1998, le musée civique de Recanati y a déménagé alors qu’il se trouvait auparavant hébergé au palais communal de Recanati, avec ses collections archéologiques et d'art contemporain. 
Le musée comprend cinq sections :

### Section archéologique
La section archéologique rassemble les découvertes du site néolithique voisin de Fontenoce (VIe millénaire av. J.-C.) et ceux de l'Âge du fer, provenant des colonies de Fonti San Lorenzo et de Villa Teresa.

### Section médiévale
Dans la section médiévale, l’on trouve des œuvres de Pietro di Domenico da Montepulciano (fin XIVe - début XVe siècle), des fresques de peintre gothique tardif Olivuccio di Ciccarello (fin XIVe - début XVe siècle) et un bas-relief de Ludovico da Siena. 

### Section Renaissance
La section Renaissance abrite des œuvres de : 
- Lorenzo Lotto (1480-1556) :

Avec certaines œuvres majeures du maître vénitien, dont la célèbre Annonciation analysée par Daniel Arasse, le magistral Polyptyque Recanati (ou Retable de San Domenico), ainsi que la Transfiguration et le San Giacomo Maggiore.
- Vincenzo Pagani (1490-1568).
- Felice Damiani da Gubbio (1560-1608).

### SectionsSeicentoetSettecento
Une section est dédiée au XVIIe siècle, avec une Présentation au temple attribuée à Pomarancio ainsi qu'au XVIIIe siècle, avec des œuvres du peintre Pier Simone Fanelli, qui avait un atelier de dessin et de peinture à Recanati durant la seconde moitié du XVIIIe siècle.

### Céramique
La dernière section de la Pinacothèque est dédiée au céramiste local Rodolfo Ceccaroni. Il abrite une collection de 177 céramiques qui montrent le lien de l'artiste avec la ville de Recanati et constituent un témoignage des traditions religieuses, populaires et artisanales de la région des Marches.

### Espace expositions temporaires
Un espace d'expositions temporaires artistiques et culturelles est situé au rez-de-chaussée de la Villa.

### Musée de l’immigration marchisane
Depuis 2013, le sous-sol de la Villa Colloredo-Mels abrite le Musée de l'émigration Marchisane, dédié à ceux qui ont quitté les Marches depuis le XIXe siècle dans l'espoir de trouver de meilleures conditions de vie ailleurs dans le monde.

## Parc de la Villa Colloredo-Mels
Derrière le Musée Civique Villa Colloredo-Mels s'ouvre le Parc de la Villa Colloredo Mels, qui date du milieu des années 1800. 
En 2011, après une décennie au cours de laquelle le parc a été fermé en raison de son état de négligence, il a été rouvert et utilisé comme parc public. À l'intérieur se trouve le siège du CEA, Centre d'Education à l'Environnement, géré par le WWF.

## Œuvres principales
- Lorenzo Lotto
  - Polyptyque de Recanati (retable de saint Dominique)
  - La Transfiguration, 1510-1511
  - L'Annonciation
  - Saint Jacques le Majeur.

Œuvres de Lorenzo Lotto.
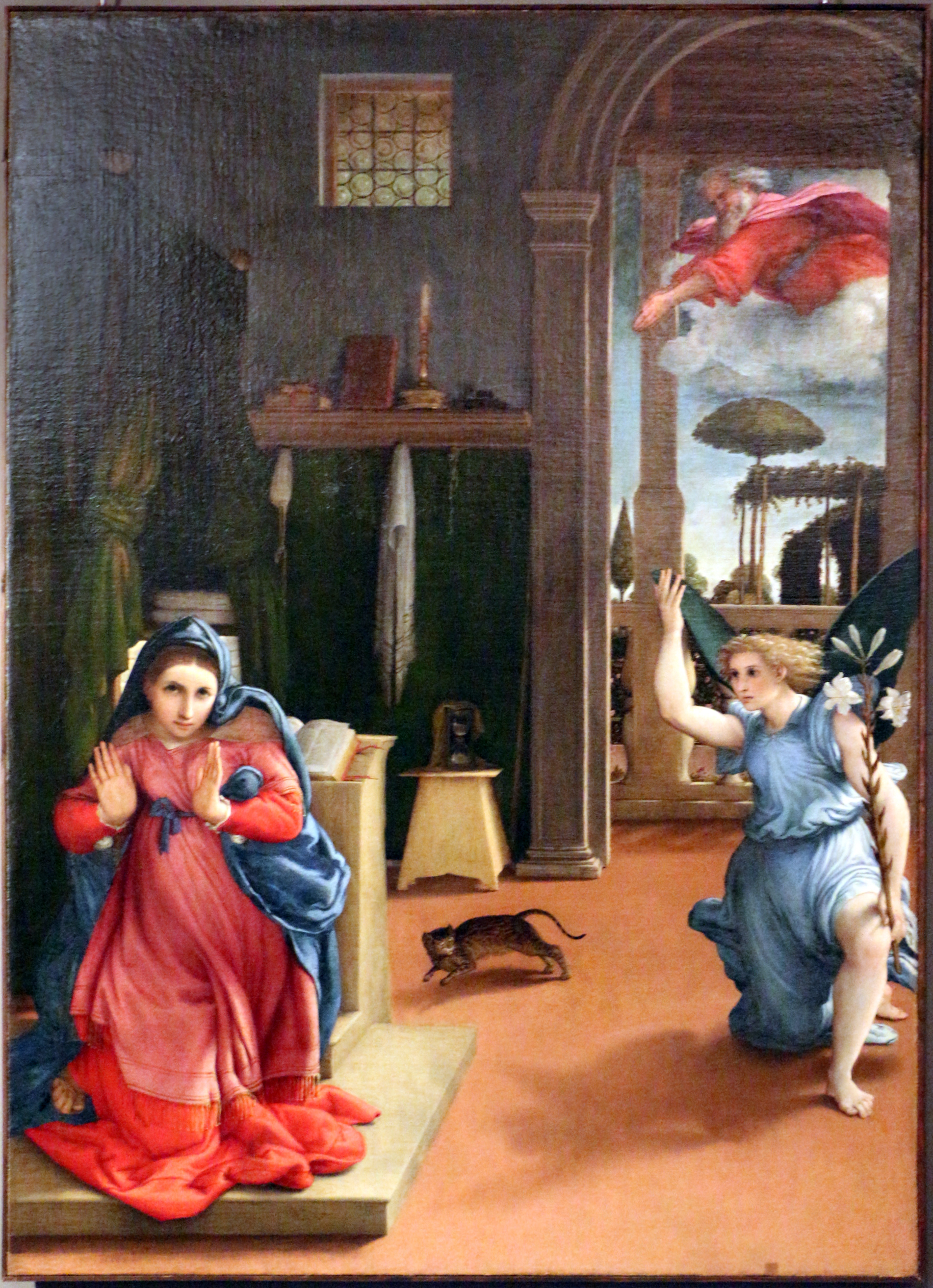
L'Annonciation au chat (env.1534).
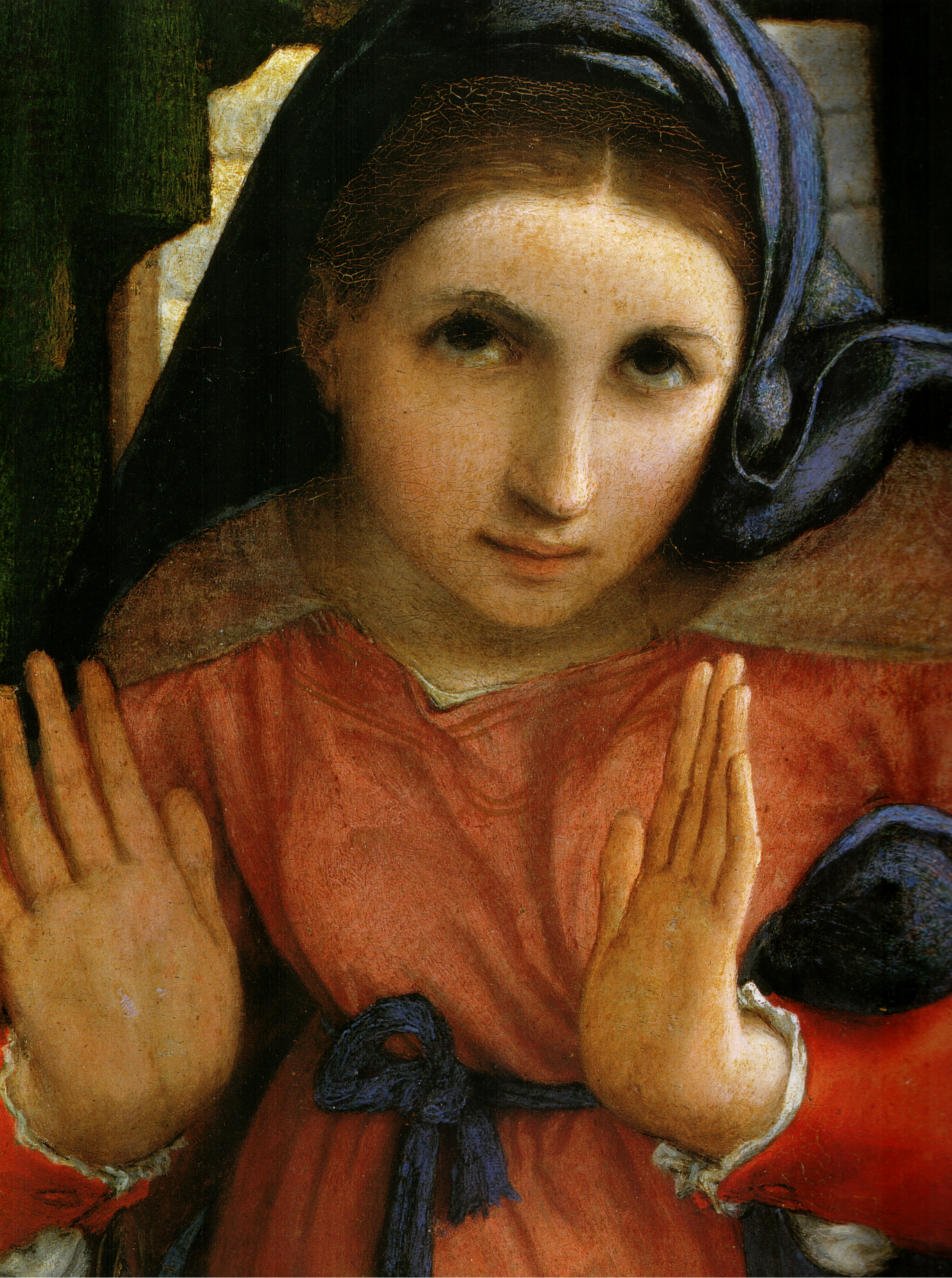
détail de L'Annonciation.
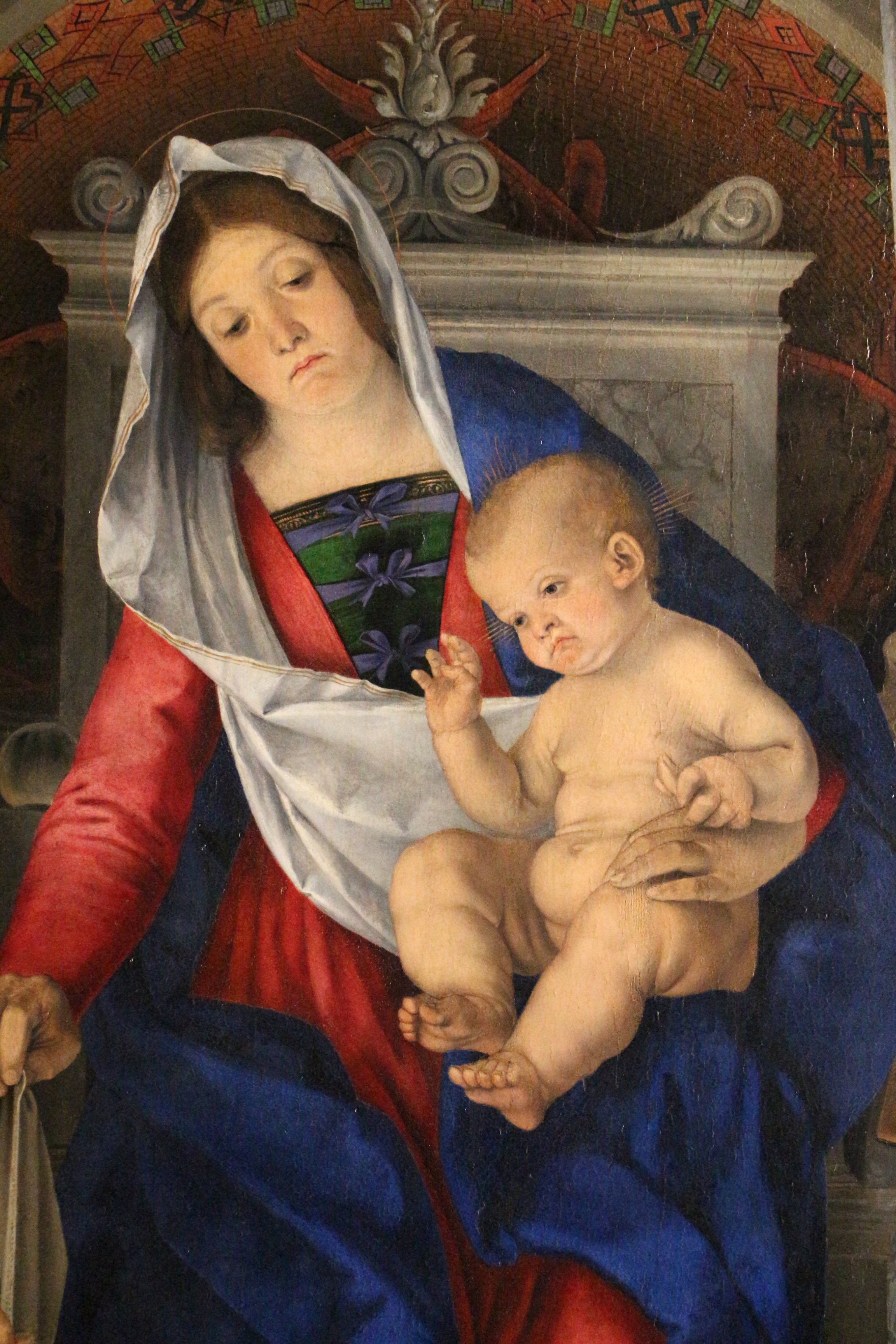
détail du Polyptyque de San Domenico (1508).
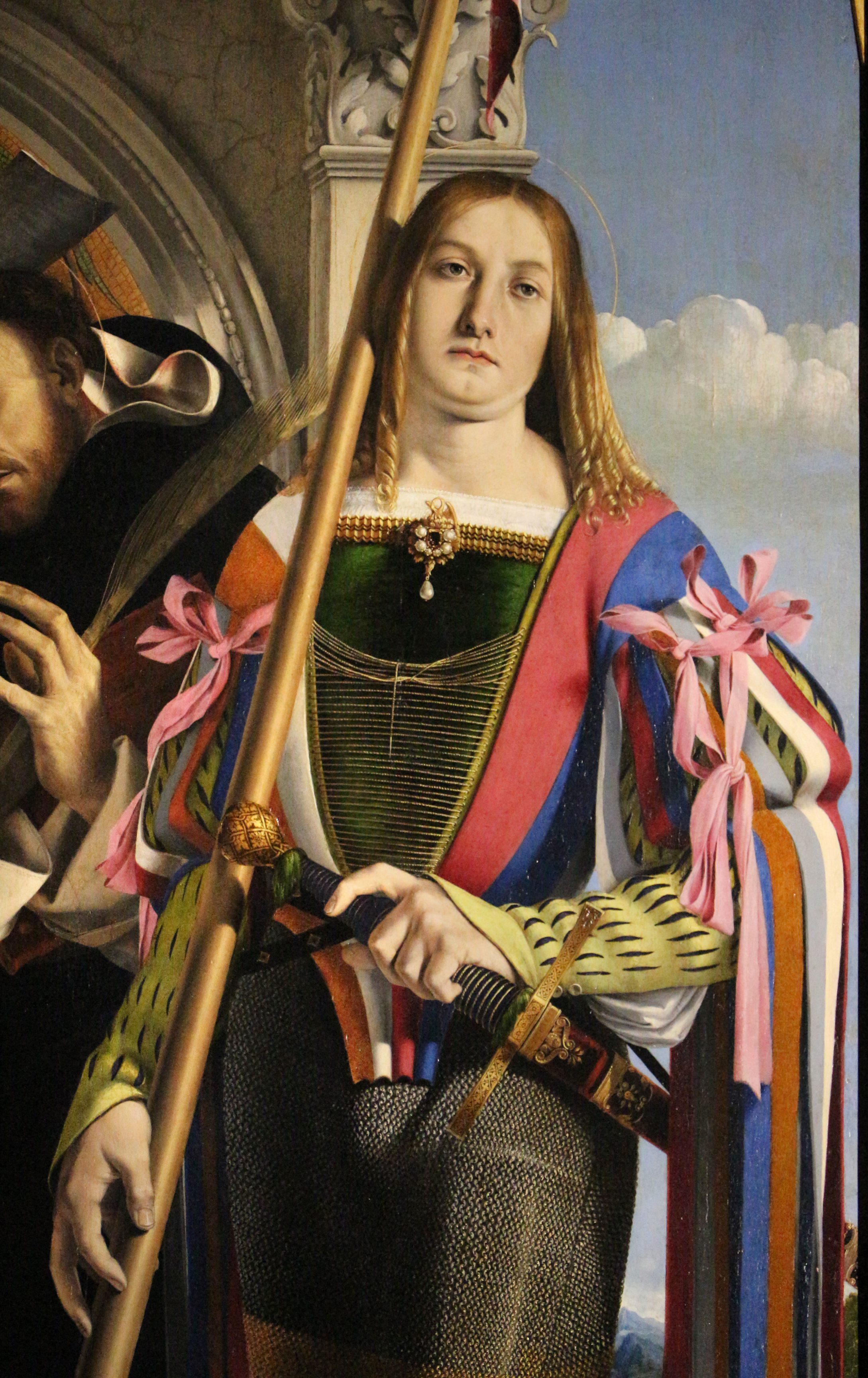
autre détail du Polyptyque de San Domenico  (1508).
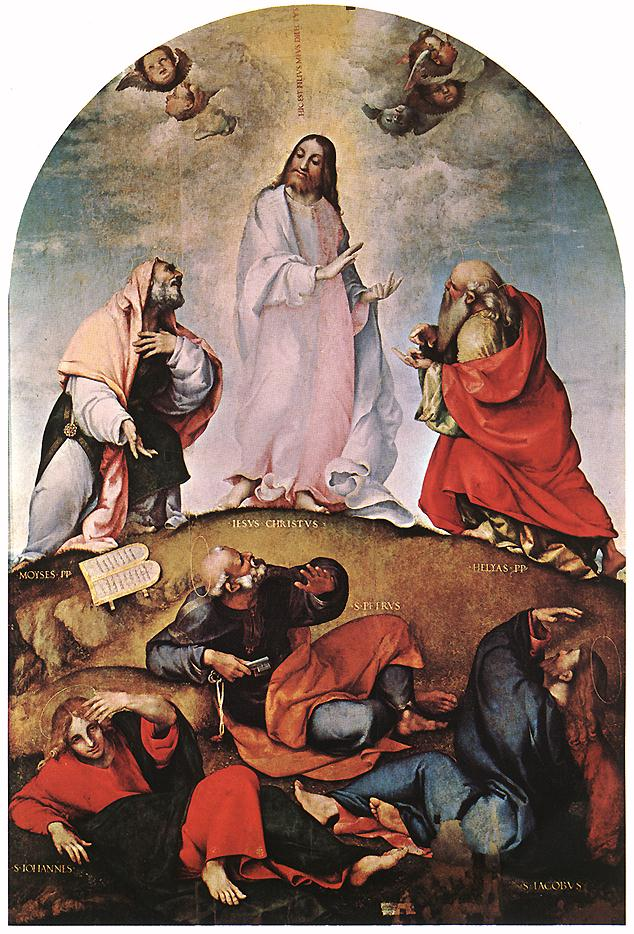
La Transfiguration.
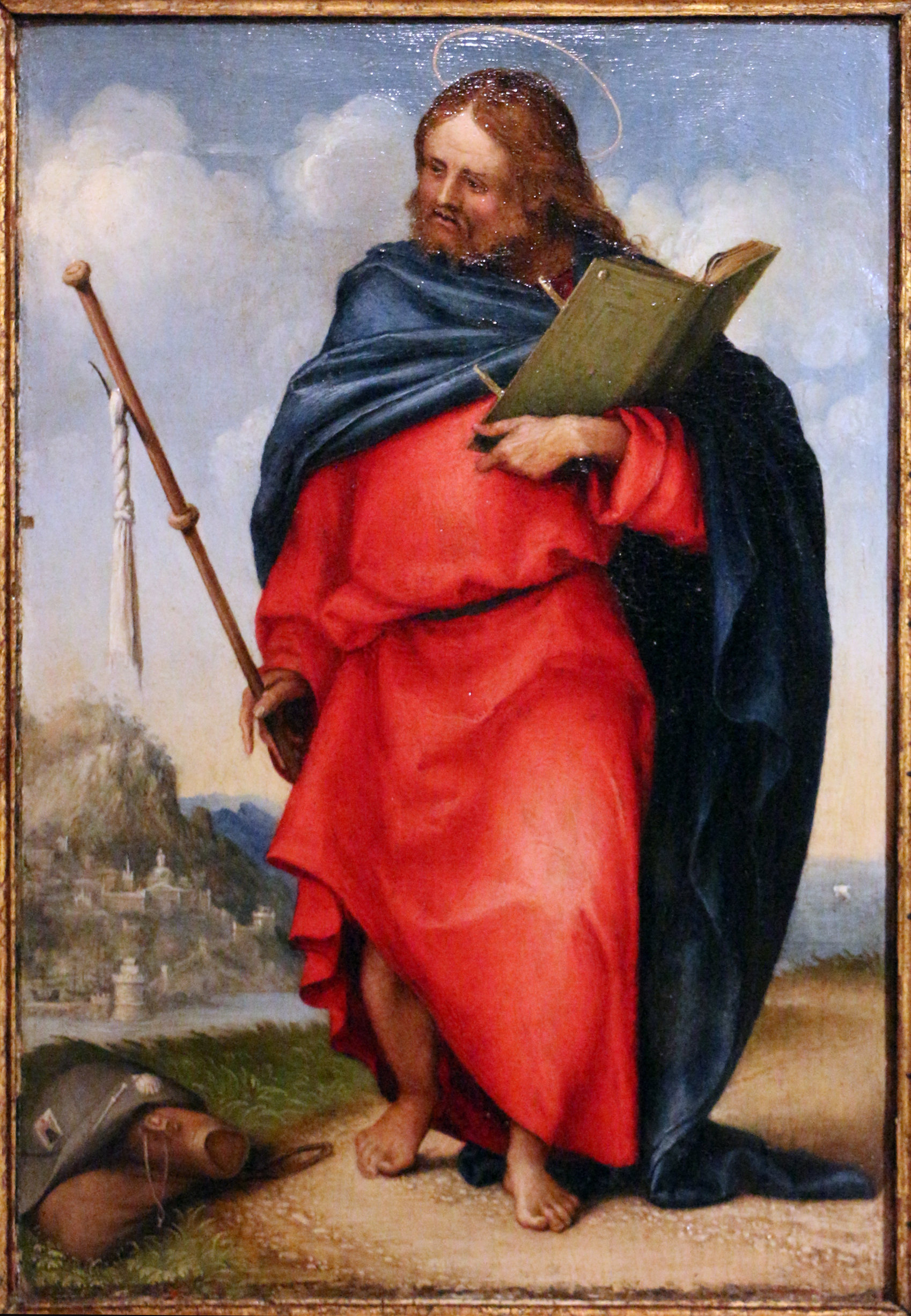
Saint Jacques le Majeur.